# Новобараково
Новобараково — село в Скопинском районе Рязанской области. Входит в состав Шелемишевского сельского поселения.

## География
Село расположено на берегу реки Вёрда в 9 км на запад от центра поселения села Шелемишево и в 21 км на юго-восток от райцентра города Скопин.

## История
Первое упоминание села датируется 1676 годом в окладных книгах с «церковью Пречистые Богородицы честного и славного Её Рождества», где при церкви значились дворы попов, дьячков, помещиков и крестьян. В 1795 году вместо прежней обветшавшей была построена новая деревянная церковь, перестроенная в 1871 году.
В XIX — начале XX века село входило в состав Боровской волости Скопинского уезда Рязанской губернии. В 1906 году в селе было 179 дворов.
С 1929 года село являлось центром Новобараковского сельсовета Ряжского района Рязанского округа Московской области, с 1935 года — в составе Желтухинского района, с 1937 года — в составе Рязанской области, с 1956 года — в составе Скопинского района, с 2005 года — в составе Шелемишевского сельского поселения.

## Население
| 1859 | 1897 | 1906  | 2010 |
| ---- | ---- | ----- | ---- |
| 215  | ↗576 | ↗1311 | ↘54  |

## Известные уроженцы
- Клавдия Иосифовна Алимова (19 октября 1930 года) — управляющий отделением Кизлярского виноградарского совхоза, Дагестанская АССР. Герой Социалистического Труда (17.03.1981)[7].
- Сергей Александрович Антипов (1953  — 2018) — советский каноист, чемпион СССР 1976.